# Ambérieu-en-Bugey
Ambérieu-en-Bugey ist eine französische Stadt mit 15.554 Einwohnern (Stand 1. Januar 2022) im Département Ain in der Region Auvergne-Rhône-Alpes. Sie ist Mitglied im Gemeindeverband Plaine de l’Ain.

## Geografie
Ambérieu-en-Bugey liegt im Bugey zwischen Lyon und Genf, am Eintritt der Albarine in das breite Ain-Flusstal. Hier entspringt auch das Flüsschen Seymard, ein Zufluss der Albarine.
Die Gemeinde hat einen Bahnhof an der Bahnstrecke Lyon–Genève. Im Nordwesten liegt der kleine Militärflugplatz Ambérieu-en-Bugey.

## Geschichte

### Ambérieu in der Zeit des Vichy-Regimes

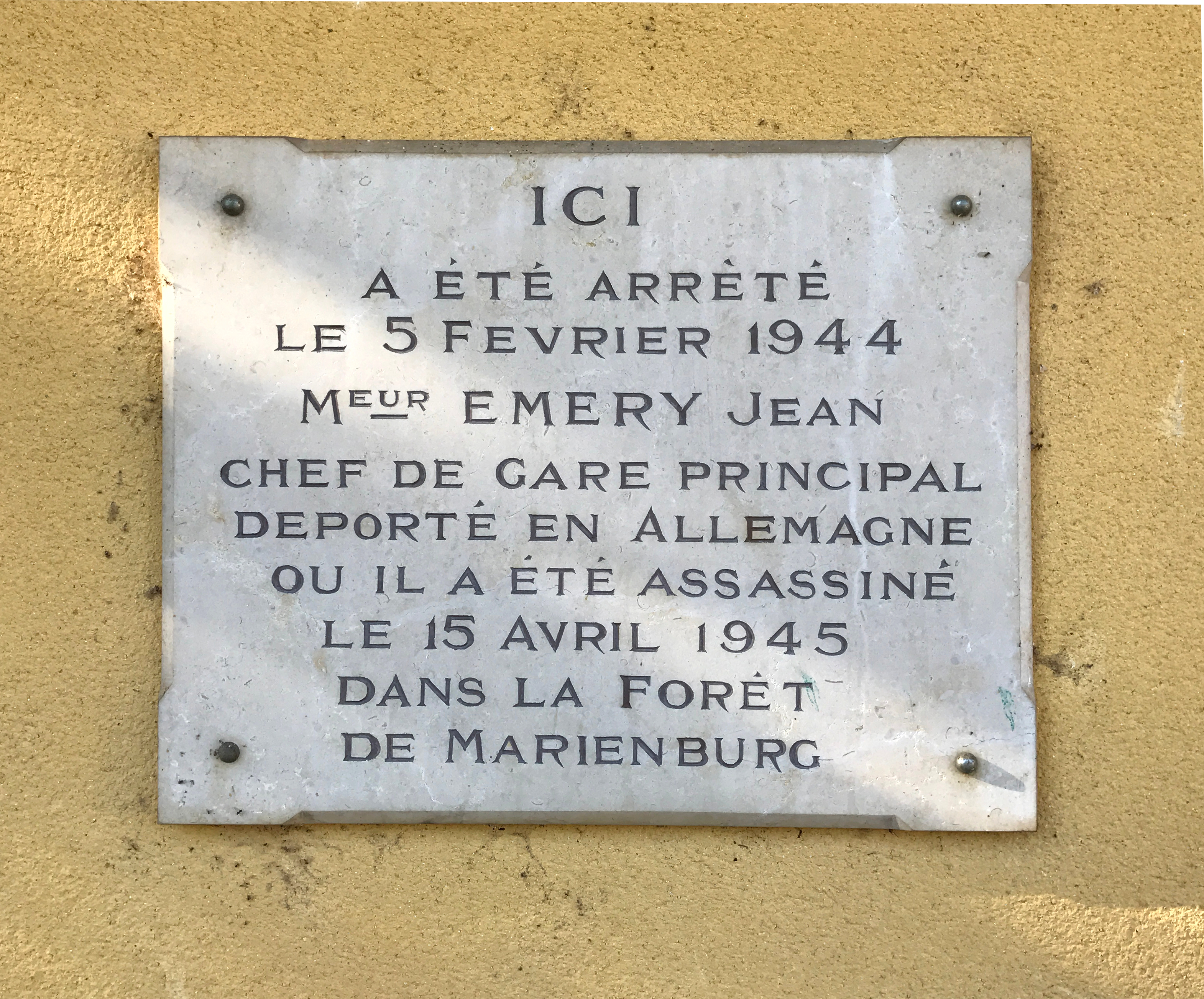
Gedenktafel für den deportierten Bahnhofsvorsteher Jean Emery

Ambérieu-en-Bugey war in der Zeit der deutschen Besatzung während des Zweiten Weltkriegs ein wichtiges Eisenbahnzentrum, das von der deutschen Wehrmacht hauptsächlich für ihre Verbindungen zwischen Deutschland und Italien genutzt wurde. Vor allem von den hiesigen Eisenbahnern gingen viele Sabotageakte aus.
Im Oktober 1943 war in Ambérieu eine Groupe de Travailleurs Étrangers (GTE) stationiert. Es handelte sich um die Gruppe 128, die zum Groupement No. 5 in Lyon gehörte.
Am 5. Februar 1944 wurde Jean Emery, der Bahnhofvorsteher von Ambérieu, verhaftet und nach Deutschland deportiert. Er wurde am 15. April 1945 im Wald von Marienburg ermordet.
In der Nacht zum 7. Juni 1944 setzten Eisenbahner und Maquisards 52 Lokomotiven außer Betrieb. Das bewahrte die Stadt vor alliierten Luftangriffen, trug zur Desorganisation des Eisenbahnverkehrs bei und zur Befreiung der Stadt. Die Aktion wurde ausgeführt von einer Widerstandsgruppe der Eisenbahner und Schülern der Militärschule von Autun, die sich vor mehr als einem Monat dem Maquis von Ain angeschlossen hatten.
Am 3. September 1944 wurde die Stadt von den in der Provence gelandeten Alliierten Truppen befreit. Dank der Aktionen ihrer Widerstandskämpfer, insbesondere der Maquisards von Ain und Haut-Jura, erhielt die Stadt den Spitznamen Ambérieu la Rebelle und wurde mit dem Croix de guerre 1939–1945 ausgezeichnet. An die Befreiung der Stadt erinnert seit Dezember 2021 ein großes Fresko.

## Bevölkerungsentwicklung
| Jahr                       | 1962 | 1968 | 1975 | 1982 | 1990   | 1999   | 2011   | 2020   |
| Einwohner                  | 7784 | 8949 | 9550 | 9737 | 10.455 | 11.436 | 13.839 | 14.288 |
| Quellen: Cassini und INSEE |      |      |      |      |        |        |        |        |

## Sehenswürdigkeiten
Im Weiler Les Allymes steht die Burg Les Allymes, die seit 1960 als Monument historique unter Denkmalschutz steht. Auch das feste Haus Maison-forte de Saint-Germain, auch Tour de Gy, genannt steht in der französischen Denkmalliste. Hinzu kommt das Schloss Les Échelles, dessen Schlosspark als Jardin remarquable geführt wird.
Auf dem Gemeindegebiet von Ambérieu-en-Bugey stehen mehrere katholische Kirchen und Kapellen. Dazu zählen die Kirche Saint-Symphorien aus dem 19. Jahrhundert, die im 20. Jahrhundert erbaute Kirche Saint Jean-Marie Vianney sowie die Kapelle Notre-Dame de la Côte im Ortsteil Saint-Germain, deren Ursprung ins 18. Jahrhundert zurückreicht.

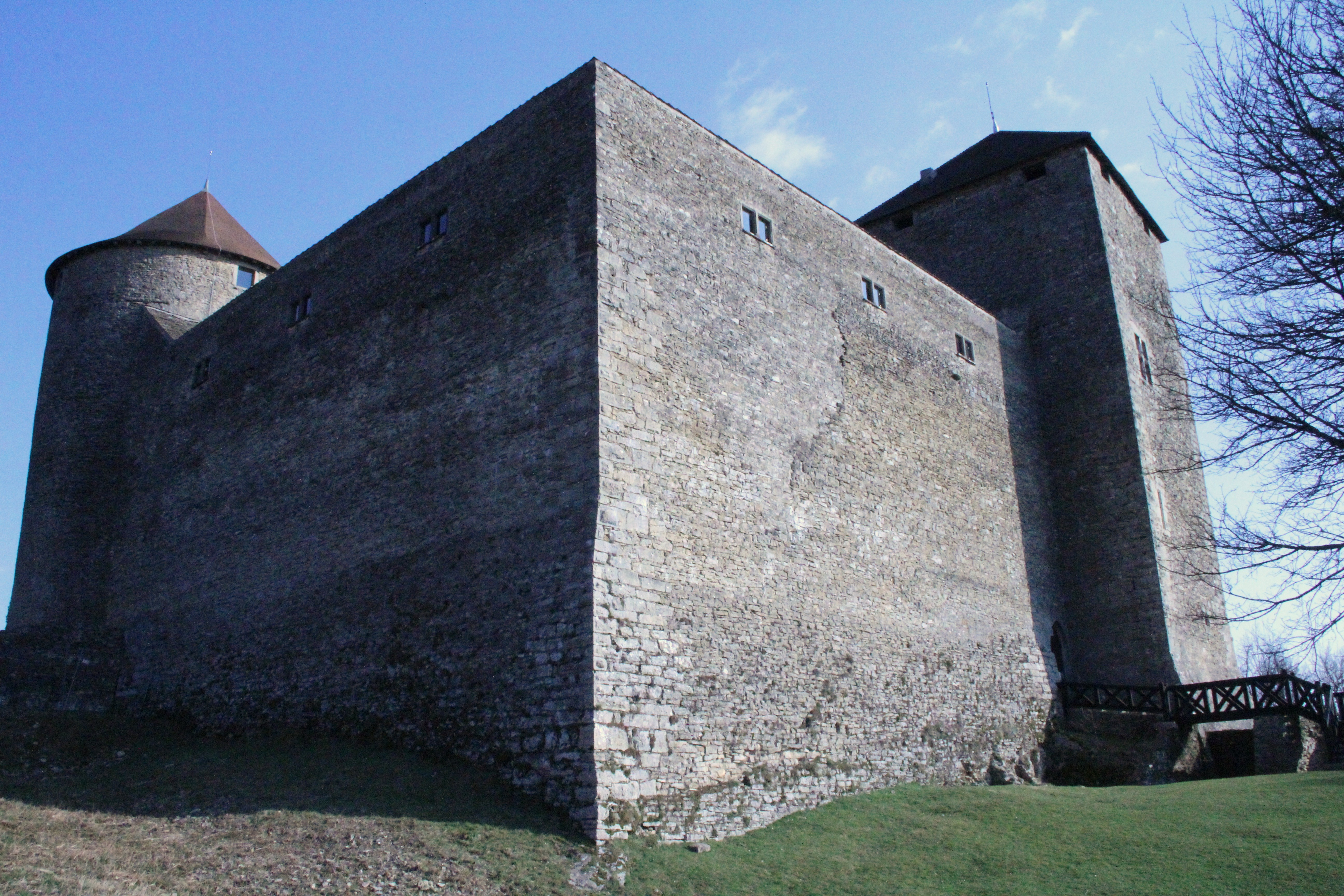
Die Burg Les Allymes
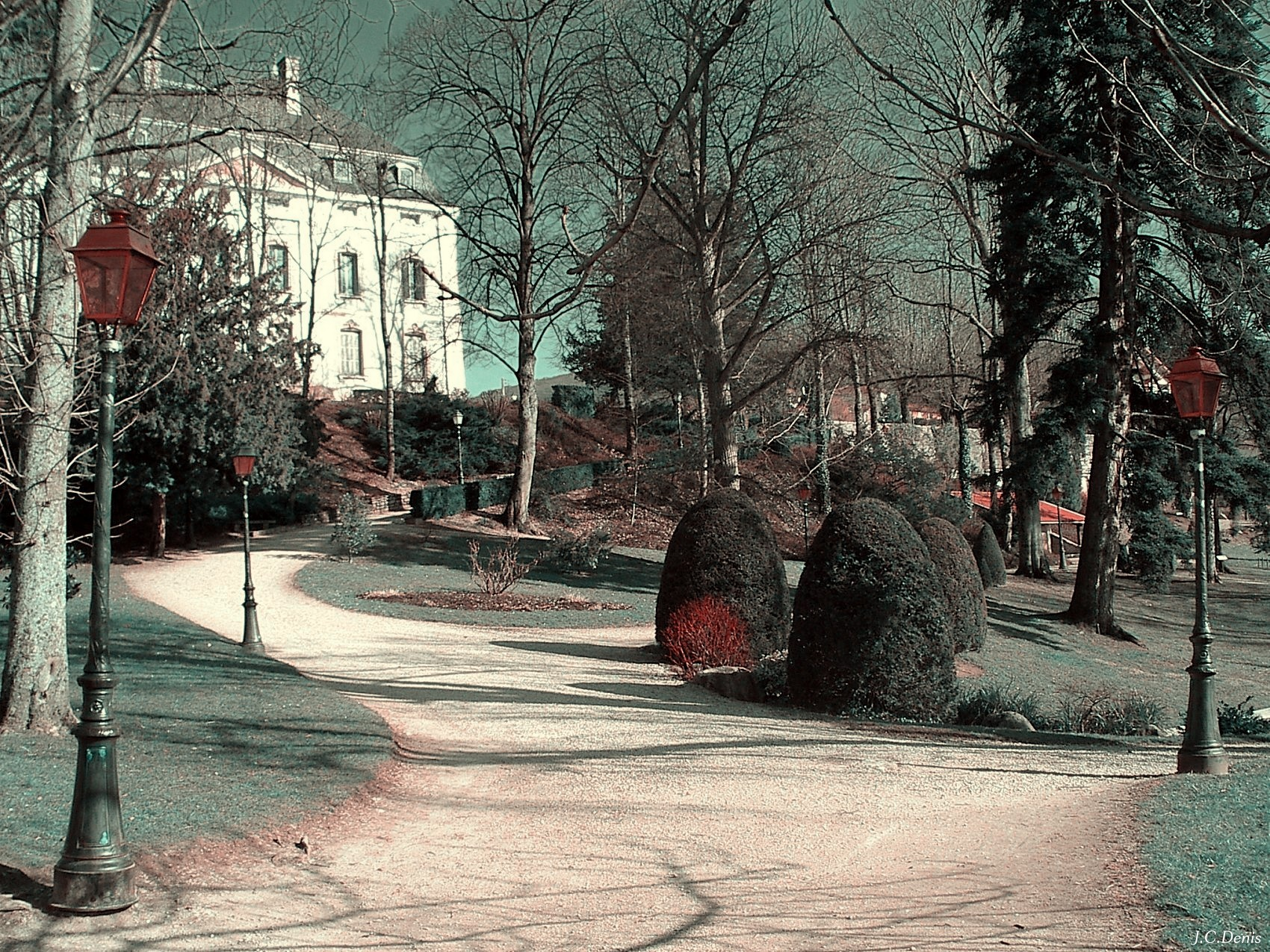
Parc des Échelles
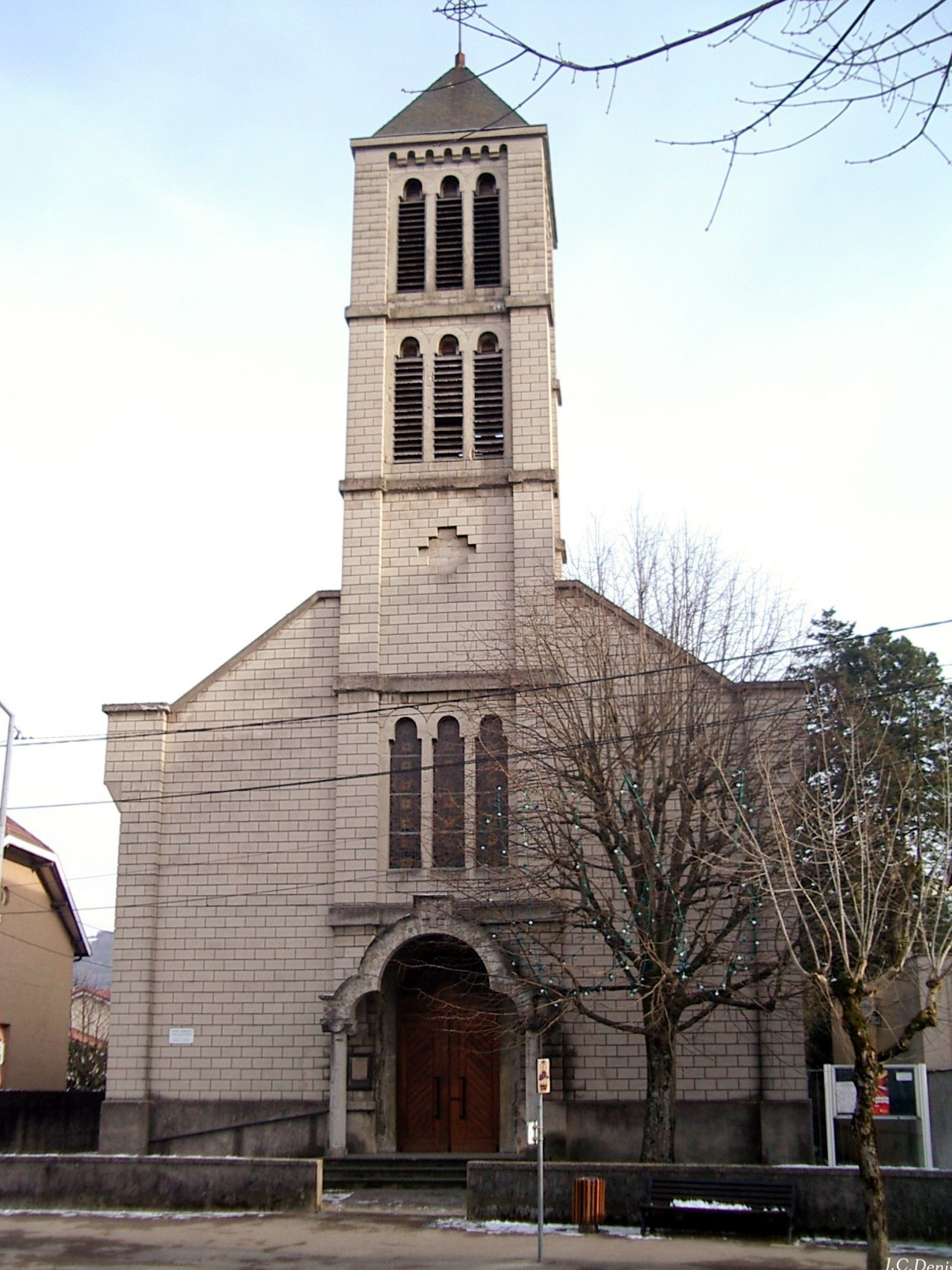
Kirche Saint Jean-Marie Vianney
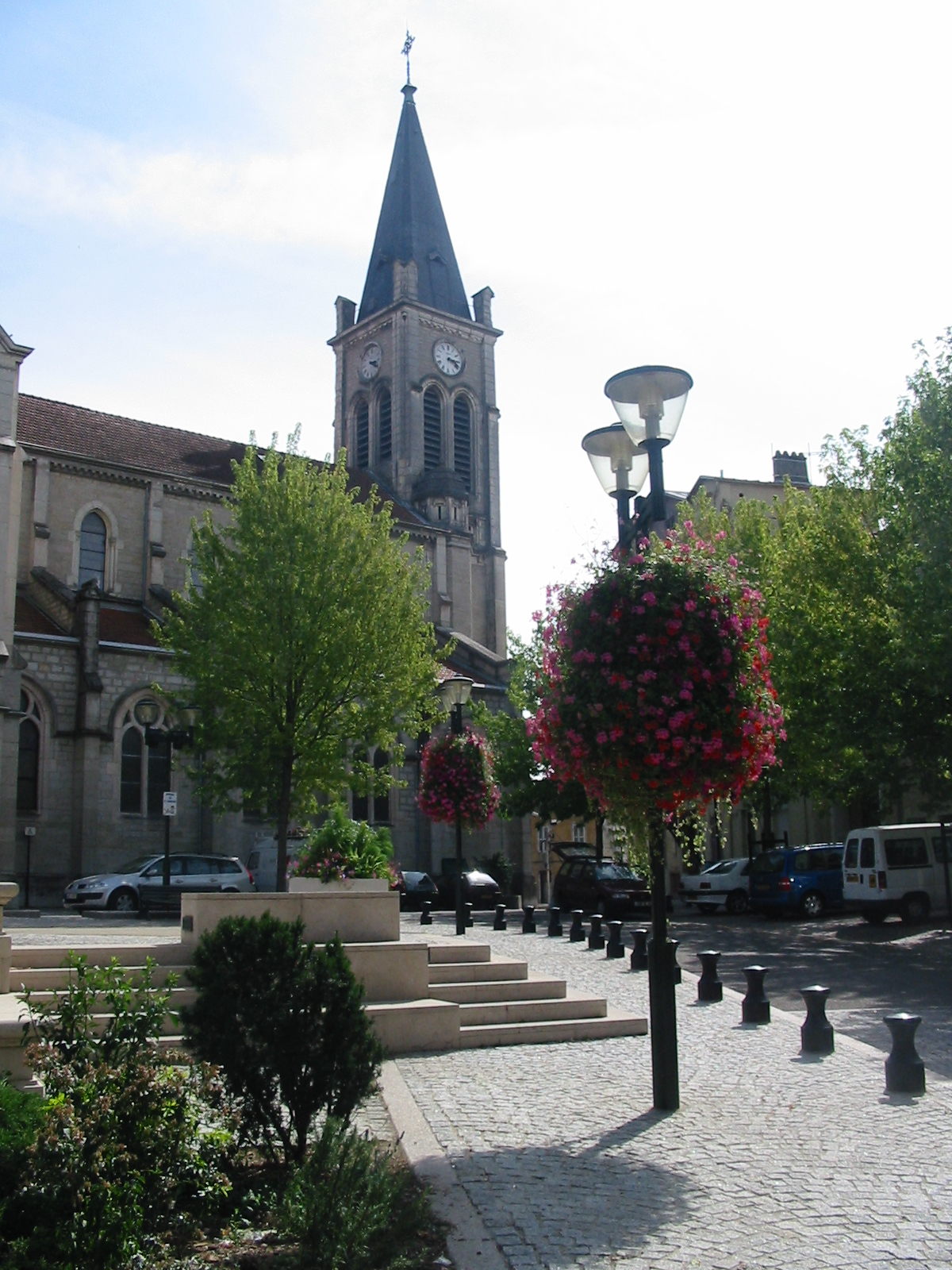
Kirche Saint-Symphorien
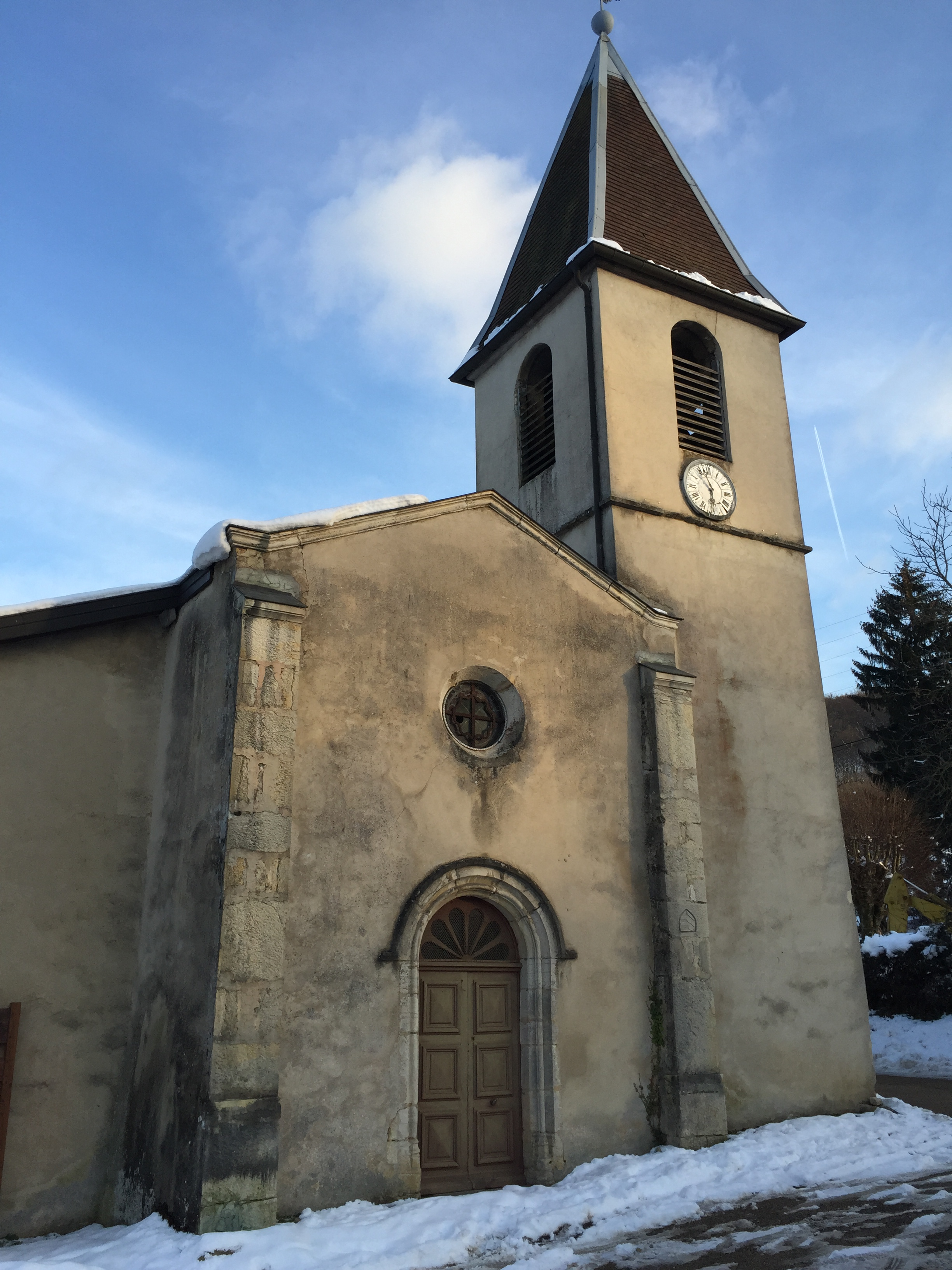
Kirche Saint-Roch im Ortsteil Les Allymes
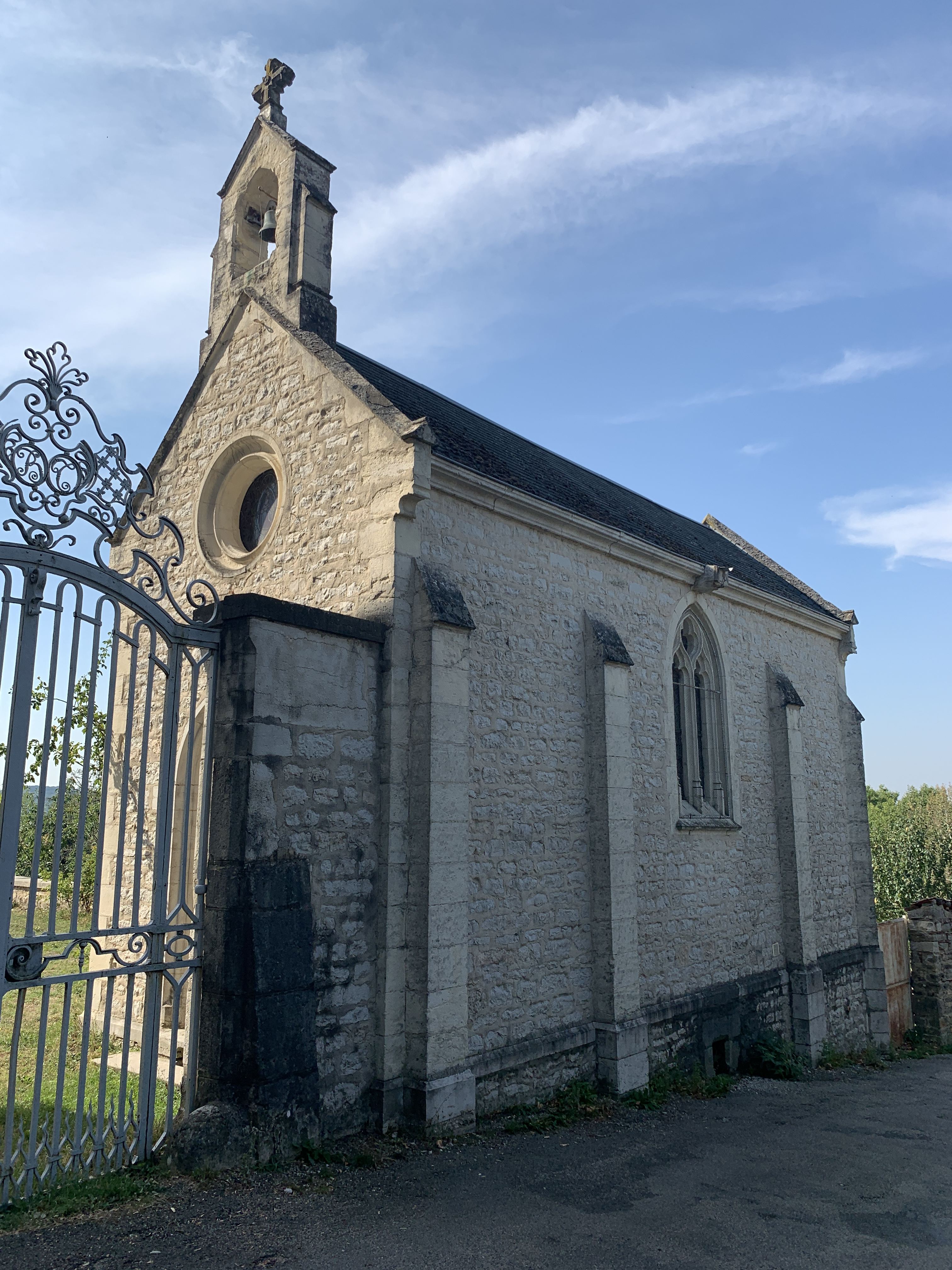
Kapelle Château Tiret
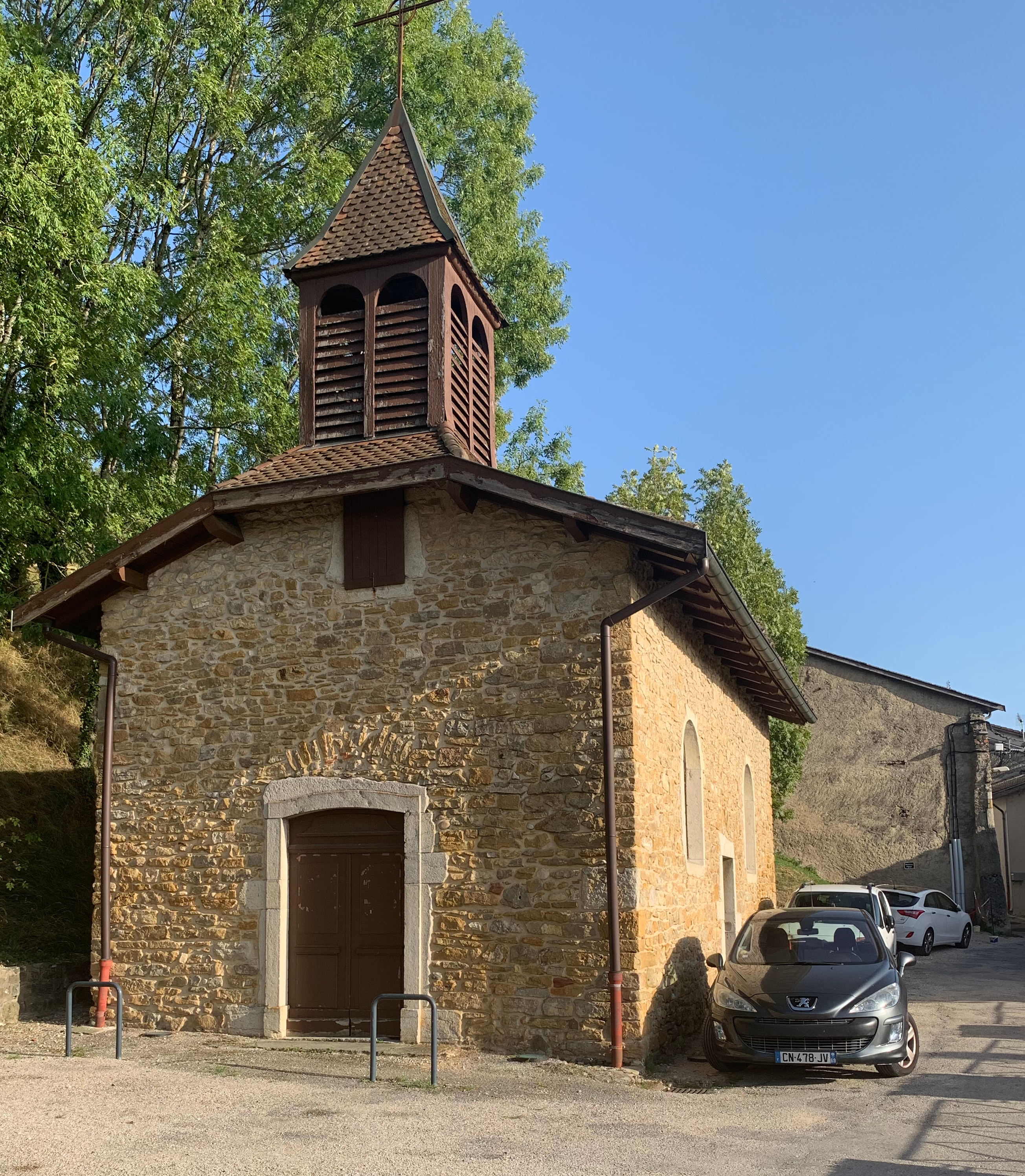
Kapelle Notre-Dame-de-la-Côte im Ortsteil Saint-Germain

## Partnerschaft
Seit 1973 besteht eine Partnerschaft mit dem Markt Mering in Bayern.